# 惡水真相
是一部2020年上映劇情片，改編自Aileen Mioko Smith和尤金·史密斯的同名書籍。強尼·戴普在片中飾演一名美國攝影師史密斯，紀錄了日本熊本縣水俁市的水銀汙染問題。

## 劇情
1971年，原本在《生活雜誌》發表眾多攝影散文而備受矚目的美國攝影師尤金·史密斯辭職引退，然而此時一位熱情的日語翻譯艾琳敦促史密斯前往日本的熊本縣水俁市拍攝並記錄水銀汙染問題。史密斯最終被艾琳說服盡最大努力揭露企業貪婪的破壞性影響－－這同時是當地警察和政府的幫兇。
史密斯前往當地記錄沿海社區汞中毒和水俁病的破壞性影響，發現這種疾病其實是由與化學公司「窒素（Chisso）」的活動相關的工業污染引起的，決定利用他的美能達相機對抗這家強大的企業，為此他必須贏得當地受害社區的信任，同時挖掘能將這個故事帶到世界各地的圖像。後來，史密斯的調查行動，招致了嚴厲的報復行動，他也因為此事被緊急遣返美國。然而他親手記錄的這份報告，將使他成為新聞攝影的偶像，連帶讓當地受災社區向窒素公司和日本政府發起抗議行動。
片尾交代的事件後續中，窒素公司於1971年的春天同意全額賠償水俁病患者的醫療和生活費用，達到當時日本法院判決的最高金額，然而窒素公司和日本政府都沒有支撐這個解決方案的道德和財務上的實質層面。2013年，日本首相宣布日本已從水俁病造成的公害中恢復過來，否定迄今仍遭受痛苦的成千上萬個受害者的存在。至於《生活雜誌》則在1972年12月29日發表最後一期的周刊，其中史密斯拍攝的「入浴中的智子」被認為是新聞攝影史上最重要的照片之一。史密斯和艾琳於1971年8月28日在日本結婚，但後來史密斯因為當年在工廠遭受的傷害的間接影響，於1978年10月15日逝世，艾琳仍和水俁社區密切合作，與當地的環境汙染作抗爭。

## 演員
- 強尼·戴普
- 真田廣之
- 美波
- 國村隼
- 加瀨亮
- 淺野忠信
- 比爾·奈伊

## 外部連結
- 互联网电影数据库（IMDb）上《惡水真相》的资料（英文）
- 豆瓣电影上《惡水真相》的資料 （简体中文）